# Vittorio Fellegara
Vittorio Fellegara (Milano, 4 novembre 1927 – 7 luglio 2011) è stato un compositore e didatta italiano.

## Biografia
Nato a Milano il 4 novembre 1927, ha intrapreso giovanissimo gli studi musicali, diplomandosi in composizione nel 1951 al Conservatorio "Giuseppe Verdi" di Milano con Luciano Chailly, dopo aver seguito i Corsi universitari di matematica e fisica. Frequentati, dal 1955 al 1956, i "Ferienkurse fur neue Musik" a Darmstadt, è stato segretario dell'Accademia filarmonica romana dal 1956 al 1959 e dal 1960 al 2004 della Società Italiana di Musica contemporanea (SIMC) da cui è stato premiato, nel primo Concorso Internazionale di Composizione, per il suo Requiem di Madrid. È stato nominato Accademico dall'Ateneo di Scienze, Lettere ed Arti di Bergamo ed ha ricevuto un Premio speciale per la cultura dalla Società Interkoncert di Budapest. Ha insegnato al Conservatorio Niccolò Paganini di Genova e, dal 1960 fino al 1998, all''Istituto Musicale pareggiato "Gaetano Donizetti" di Bergamo. In questa città è stato ideatore, con Pieralberto Cattaneo, e direttore artistico della rassegna "Incontri Europei con la musica" dal 1982. È stato nominato cittadino benemerito della città orobica e insignito di medaglia d'oro per i 38 anni di docenza. Il Concorso Internazionale di Composizione ed esecuzione per chitarra "Pittaluga" di Alessandria (che lo ha avuto numerose volte in giuria), lo ha premiato con la "Chitarra d'oro" nel 2002.
Dal suo primo matrimonio sono nati due figli, Andrea (1960) e Anna Silvia (1968). Successivamente, si è sposato nel 1982, in seconde nozze, con la pianista Tiziana Moneta. Si è spento nella sua casa di Milano il 7 luglio 2011.
Dal 2013 gli è stato dedicato un Concorso Internazionale di Composizione, che nel 2017 si è rinnovato nel Premio Vittorio Fellegara per la migliore ricerca musicologica, in collaborazione con l'associazione NOMUS, con cerimonia di premiazione e concerto al Museo del Novecento di MIlano.

## La Musica
Negli anni cinquanta la visione compositiva di Fellegara era prevalentemente orientata verso una sorta di sincretismo tra la polifonia di ascendenza hindemitana e la dodecafonia: appartengono a questa fase l'Ottetto, la Sinfonia e il Concerto per orchestra (concluso con una fuga dalla scrittura contrappuntistica particolarmente densa ed elaborata).
Possiamo in seguito individuare una tappa contraddistinta da un accostamento al linguaggio d'impronta cromatica integrale dell'avanguardia, che vede nascere pagine corali-sinfoniche legate a tematiche di impegno politico e civile: Requiem di Madrid e Dies Irae su testi di Federico García Lorca e il balletto Mutazioni in collaborazione con Nanni Balestrini, commissionatogli dal Teatro alla Scala di Milano.
Gli anni Sessanta e Settanta sono segnati da un gruppo di composizioni vocali-strumentali, per solisti o per coro, in cui la puntualità delle scelte testuali consentono al linguaggio di Fellegara di piegarsi e di articolarsi in una varietà di atteggiamenti e di soluzioni, per altro costantemente governati da una forte personalità unificatrice: ecco quindi apparire Epitaphe su testo di Paul Éluard, Cantata su testo di Giacomo Leopardi, Notturno su testi di Paul Verlaine, Chanson su testo di Paul Éluard. In questo periodo vede anche la luce Omaggio a Bach per pianoforte (Commissione del festival pianistico Brescia-Bergamo e vincitore del Premio Stockhausen), basato sul tema cromatico del Capriccio sopra la lontananza del fratello dilettissimo, ove le ricerche strumentali, come l'uso dei suoni armonici naturali, attraverso i quali il tema viene evocato come un'eco interiore, si combinano con una complessa scrittura polifonica.
Con l'avanzare degli anni Ottanta è andato prevalendo nella produzione di Fellegara l'interesse per le forme strumentali da camera, secondo una convergenza di molteplici propositi artistici; emerge, in questo momento, la necessità di esprimersi attraverso una scrittura più intima e raccolta, non disgiunta da un recupero di elementi della tradizione. Da Wiegenlied per clarinetto e pianoforte, nelle sue tre successive versioni per differenti organici strumentali, alle composizioni per chitarra  Eisblumen, Winterzeit, Elegia e Canto notturno; da Der Musensohn per oboe di goethiana e schubertiana memoria, al ciclo delle quattro stagioni. Queste ultime comprendono  Wintermusic per trio con pianoforte, ove il riferimento alla poesia shakespeariana si traduce in una rappresentazione esterna che è veicolo per una descrizione di stati d'animo, Herbstmusik per quartetto d'archi, omaggio a Gustav Mahler come compositore e come simbolo del tramonto di un'epoca e di un mondo, l'Austria Felix a lui storicamente e indissolubilmente legati.  Primo Vere per quintetto con pianoforte è un tributo al Rinascimento italiano, e in particolare a Sandro Botticelli; in Nuit d' été, sempre per quintetto con pianoforte, il riferimento alla lirica berlioziana travalica le proprie coordinate storico-temporali e instaura un gioco di rimandi e di corrispondenze con l'Impressionismo francese.
Fra le cifre stilistiche della scrittura di Vittorio Fellegara è importante sottolinearne una, particolarmente rilevante: la scelta del materiale compositivo è improntata ad un rigore contenutistico, che è anche morale, il quale viene vivificato e illuminato da invenzioni e soluzioni tecniche, strutturali e strumentali. Egli rifugge da un edonismo calligrafico e da atteggiamenti provocatori.  Il binomio ars et scientia, di bachiana memoria, trova nella musica del Compositore un'attuazione nell'ambito del frastagliato panorama della musica contemporanea; le due componenti si fondono e si intersecano , grazie ad un dominio delle più complesse tecniche compositive, l'impiego delle quali è sorretto e permeato da una necessità espressiva e da un'ispirazione poetico-musicale. In questo atteggiamento artistico, che lo pone all'interno di un processo storico nel senso di un forte legame con il passato più o meno recente, come stimolo ad una riflessione sul vissuto e sul presente, grande importanza ha la frequentazione della tradizione letteraria. Le conoscenze di Vittorio Fellegara in questo dominio gli permettono di accostarsi a scrittori di orizzonti e di contenuti differenti. Si tratta delle opere su testi di Federico García Lorca (Requiem di Madrid e Dies Irae), dall'impatto drammatico, del dittico su poemi di Paul Éluard e del Notturno da Paul Verlaine; della Cantata sul leopardiano "Infinito" , degli Zwei Lieder su testo di Nelly Sachs; del concerto per flauto You, Wind of March, che reca il titolo originale inglese di una poesia italiana di Cesare Pavese, ove il testo stesso non è esplicato ma viene interiormente assimilato per informare e suggerire le immagini musicali, fino allo Shakespearian Sonnet  per coro misto a sedici voci, brano che costituisce una sorta di omaggio alla gloriosa tradizione polifonica inglese (Thomas Tallis, William Byrd).

## Opere

### Musica strumentale solistica
- Quattro Invenzioni per pianoforte (1949)
- Ricercare Fantasia per pianoforte (1951)
- Preludio, Fuga e Postludio per pianoforte (1952/1953)
- Omaggio a Bach per pianoforte (1975)
- Der Musensohn per oboe (1985)
- Eisblumen per chitarra (1985)
- Winterday per pianoforte (1988)
- Arabeschi per arpa (1991)
- Piccolo Preludio per chitarra (1993)
- L'Orgue glacé per organo (2001)

### Musica da camera
- Invenzione per pianoforte a quattro mani (1949)
- Ottetto per otto fiati (1953)
- Serenata per nove strumenti (1960)
- Invenzioni per quattro violoncelli (1975/1976)
- Berceuse per flauto e pianoforte (1980)
- Wiegenlied per clarinetto e pianoforte (1981)
- Wiegenlied versione per clarinetto e otto strumenti a fiato (1982)
- Contrasti per doppio sestetto di fiati, archi e percussione (1982)
- Wintermusic per violino, violoncello e pianoforte (1983)
- Herbstmusik per quartetto d'archi (1986)
- Nachtstuke per quintetto di fiati (1987)
- Primo Vere per pianoforte e quartetto d'archi (1988)
- Metamorfosi per pianoforte a quattro mani (1989)
- Stille Nacht per organo e nove fiati (1990)
- Pampas Flash per sestetto di fiati e quintetto d'archi (1992)
- Wiegenlied versione per clarinetto e quartetto d'archi (1992)
- Winterzeit per quartetto di chitarre (1992)
- Elegia per chitarra e quartetto d'archi (1994)
- Nuit d' été per pianoforte e quartetto d'archi (1994)
- Herbstmusik versione per undici archi (1995)
- Imaginary Nocturne per quattro sassofoni (1995)
- Winterday versione per due chitarre (1996)
- Wintermusic II versione per viola e pianoforte (1997)
- Nocturnal Landscape per quattro sassofoni (1998)
- Canto notturno per flauto e chitarra (1998)
- Wiegenlied versione per clarinetto e cinque strumenti (1999)
- Winterrequiem per quartetto d'archi e quartetto di fiati (2001)
- Winterrequiem II per flauto, oboe e clarinetto (2002)

### Musica orchestrale
- Fuga su un tema dodecafonico per orchestra (1951)
- Concerto per orchestra (1952)
- Concerto breve per orchestra da camera (1956)
- Sinfonia 1957 per orchestra
- Frammenti I per orchestra da camera (1960)
- Variazioni (Frammenti II) per orchestra da camera (1961)
- Mutazioni balletto in sei quadri di Nanni Balestrini con musica di Vittorio Fellegara (1962)
- Mutazioni (quattro frammenti sinfonici dal balletto) per orchestra (1964)
- Studi in forma di variazioni per orchestra da camera (1978)
- You wind of march per flauto e orchestra (1979)
- Trauermusik per orchestra d' archi (1981)
- Berceuse versione per flauto e orchestra da camera (1982)
- Primo vere versione per pianoforte e orchestra da camera (1989)
- Primo vere versione per pianoforte e piccola orchestra (1992)
- Silent Landscape per orchestra d' archi (1994)
- Elegia versione per chitarra e piccola orchestra di chitarre (1996)

### Musica vocale
- Lettere di condannati a morte della resistenza italiana per voci recitanti, coro e orchestra (1954)
- Epigrafe per voce recitante e cinque strumenti (1955)
- Requiem di Madrid per coro e orchestra (1958)[1]
- Dies irae per coro misto a sedici voci e strumenti (1959)[1]
- Epitaphe per due soprani e cinque strumenti (1964)
- Cantata per due voci femminili e orchestra (1966)
- Madrigale per quintetto vocale e strumenti o piccolo coro e orchestra da camera (1968)
- Notturno per soprano, contralto, coro maschile e orchestra (1971)[1]
- Zwei Lieder per coro femminile e orchestra (1974)
- Chanson per soprano e orchestra da camera (1974)
- Shakespearian Sonnet per coro misto a sedici voci e timpano ad libitum (1985)
- Vittoria per voce recitante e otto strumenti (1998)